# Анаболизъм
Анаболизмът се състои от метаболитни пътища, по които се образуват молекули, изградени от по-малки единици. Тези реакции изискват енергия. Много от анаболитните процеси използват аденозинтрифосфат (АТФ) за енергийните си нужди. Обратните процеси на анаболитните са катаболитните.
Анаболитни са процесите, при които от малки молекули предшественици се извършва синтез на по-големи и специфични за организмите молекули (макромолекули – белтъци, нуклеинови киселини, полизахариди и други молекулни компоненти – фосфолипиди, витамини, хормони, невромедиатори).
Обратно на катаболитните анаболитните процеси са свързани с редукция на веществата. От химична гледна точка те са асимилационни, т.е. биосинтетични (градивни). Протичат като редукционни с помощта на редуктори. Малките нискомолекулни вещества, усвоени от околната среда се превръщат в специфични за организма биополимери.
Анаболитните и катаболитните процеси в организма са тясно свързани помежду си. Те изграждат и обясняват единната биохимична и енергийна същност на метаболизма.

## Класически анаболитни хормони
- соматотропин
- инсулиноподобен растежен фактор
- инсулин
- тестостерон
- естрадиол

Открити хормони, които имат роля в запазване на баланса между анаболитните и катаболитните процеси са:
- орексин и хипокретин (хормонна двойка)
- мелатонин